# Royal Ballet School
La Royal Ballet School est une prestigieuse école de danse classique située à Londres. De nombreuses danseurs du monde entier y ont été formées.
Sa mission première est de former les jeunes talents qui intégreront peut-être le London Royal Ballet, le Birmingham Royal Ballet ou d'autres compagnies internationales de grande renommée.
La formation artistique complète dure huit ans, elle est agrémentée par un cursus académique général afin d'offrir les meilleures perspectives professionnelles des futurs danseurs diplômés. Deux principaux cursus de formation sont proposés, le premier de 11 à 16 ans et le deuxième de 16 à 19 ans.  Elle est actuellement dirigée par Gailene Stock. Des stages internationaux sont aussi proposés pendant les vacances.
La série de livres jeunesse Danseuse à l'école du Royal Ballet, d’Alexandra Moss, raconte la vie en 8 tomes d'Ellie Brown, une petite fille qui rêve d'intégrer cette école et raconte les auditions, la vie à l’école, ses histoires de petite fille. Cela reste un roman pour enfants, pas un documentaire.

## Histoire
La fondation de l'école remonte à 1926, lorsque Ninette de Valois crée son « Academy of Choreographic Art ». L'école a pris le nom de « Royal Ballet School » en 1956.

## Personnalités liées à l'école

### Anciens élèves
- Deborah Bull (1963-), danseuse, écrivaine et animatrice britannique.
- Clare Francis (1946-), navigatrice et écrivaine britannique.